# Tal (Maske)

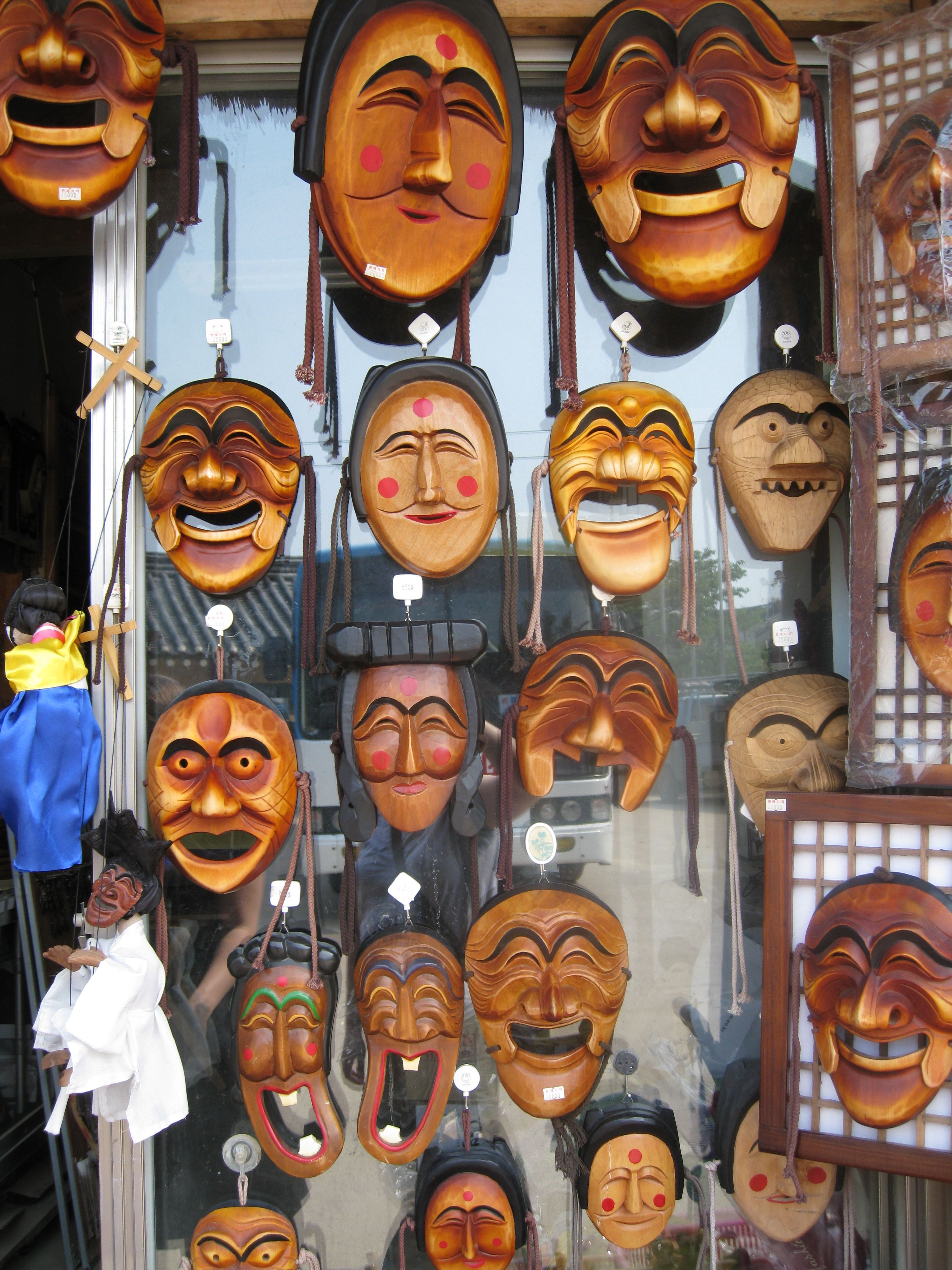
Hahoe-Masken

Tal (koreanisch 탈) ist die koreanische Bezeichnung für traditionelle Masken in Korea.

## Wortbedeutung
Als Tal werden in Korea Masken bezeichnet, die entweder aus Holz geschnitzt oder aus Lagen von Papier hergestellt werden. Mit ihnen wurden früher tänzerische oder schauspielerische Stücke aufgeführt, die in Geschichten, Komödien oder Tragödien etwas vom Alltagsleben der Leute erzählten oder in ihren Darbietungen Kleriker und Herrschende karikieren und kritisieren. Die mit den Masken in traditioneller Weise vollzogene Darbietungen, werden heute allgemein als Talchum (탈춤) (Maskentanz) bezeichnet und zu besonderen Festen oder für Touristen weiterhin aufgeführt.
Tal besitzt aber noch eine weitere Bedeutung in der koreanischen Sprache, mit der Missgeschick, Krankheit oder  Schwierigkeiten ausgedrückt werden können. So bedeutet Tali-natda (탈이 났다) als Beispiel so viel wie „Ich bin krank“ oder „Ich bin in Schwierigkeiten“.

## Geschichte
Die Existenz und Verwendung von Masken in Korea wurde erstmals während der Zeit des Silla-Königreichs (신라) (57 v. Chr. – 935 n. Chr.) erwähnt, als der Legende nach, Cheoyong, ein Sohn des Drachenkönigs, in einer Handlung den „Geist der Pocken“ aus seinem Haus vertrieb. Das Volk ging danach davon aus, dass wenn sie das Abbild von Cheoyong an ihrer Tür hängen würden, sie von bösen Geistern verschont bleiben, was zur Entwicklung der Cheoyong-Maske führte. Man glaubte auch, dass je schrecklicher die Masken aussehen, je besser sie die Geister abhalten würden. Diese Annahme deutet darauf hin, dass Tal, in der Bedeutung „in Schwierigkeiten sein“, nur mit einem noch erschreckenderen „Tal“, also Maske besiegt werden kann.

## Bangsangssi-Maske
Die Bangsangssi-Maske (방상씨) gilt als die älteste bekannte traditionelle Maske Koreas, die aus dem 5. bis 6. Jahrhundert stammt. Sie hat vier Augen und war dafür gedacht, die Toten vor bösen Geistern zu schützen. Eine dieser Masken wurde in einer Größe von 72 cm Länge und 74 cm Breite in den 1970er Jahren im Changdeokgung-Palast (창덕궁) in Seoul gefunden. Solche Masken wurden als Grabbeigaben verwendet oder nach deren Verwendung verbrannt. Für jedes Begräbnis wurden neue Masken, die aus Holz, Papier, Stroh und Bärenhaut bestanden, angefertigt.

## Hahoe-Masken
Die bekanntesten traditionellen koreanischen Masken sind die aus dem Dorf Hahoe (하회) aus der ehemaligen Provinz Gyeongsang-do (경상도). Von den ursprünglich erhaltenen 14 Exemplaren dieser Masken, die aus dem 12. Jahrhundert stammen, gingen drei verloren und die restlichen befinden sich als National Treasure (No. 121) im Nationalmuseum Südkoreas.
Jede dieser Masken verkörpert einen anderen Character, so stellt 
- die Maske Imae (이매탈) einen Dummkopf dar,
- die Maske Choraengi (초랭이탈) einen hastigen, verwirrten Diener,
- die Maske Kaksi (각시탈) eine Braut,
- die Maske Chuji (주지탈) einen Löwen,
- die Maske Paekchong (백정탈) einen Metzger,
- die Maske Halmi (할미탈) einen alten Wittwer,
- die Maske Chung (중탈) einen verkommenen buddhistischen Mönch,
- die Maske Yangban (양반탈) einen Aristokraten,
- die Maske Sonbi (선비탈) einen Gelehrten und
- die Maske Pune (부내탈) eine flirtende junge Frau.

## Hahoe Mask Museum
Das Hahoe Mask Museum befindet sich in der Stadt Andong (안동) in der Provinz Gyeongsangbuk-do (경상북도). Obwohl der Name verrät, um welche Masken es in dem Museum primär geht, werden auch andere traditionelle Masken aus anderen Provinzen des Landes in dem Museum ausgestellt.